# جريدة الأنباط
صحيفة الانباط الأردنية هي صحيفة يومسة مستقلة ذات القطح المتوسط، تصدر عن شركة الأنباط للصحافة والاعلام، وتوزعها شركة الأجنحة للتوزيع، تصدر في الأردن منذ العام 2005 يرأس تحريرها الدكتور رياض الحروب .

## الموقع الرسمي
' www.alanbat.net'

## وصلات خارجية
- الموقع الرسمي للصحيفة